# Santa María de Guadalupe, Querétaro Arteaga
Santa María de Guadalupe är en ort i Mexiko.   Den ligger i kommunen Colón och delstaten Querétaro Arteaga, i den centrala delen av landet, 180 km nordväst om huvudstaden Mexico City. Santa María de Guadalupe ligger 1 853 meter över havet och antalet invånare är 126.
Terrängen runt Santa María de Guadalupe är huvudsakligen kuperad. Santa María de Guadalupe ligger nere i en dal. Runt Santa María de Guadalupe är det ganska tätbefolkat, med 67 invånare per kvadratkilometer. Närmaste större samhälle är Colón, 6,0 km sydost om Santa María de Guadalupe. Trakten runt Santa María de Guadalupe består i huvudsak av gräsmarker.